# Berberodes penumbrata
Berberodes penumbrata är en fjärilsart som beskrevs av W. Warren 1905. Berberodes penumbrata ingår i släktet Berberodes och familjen mätare. Inga underarter finns listade i Catalogue of Life.